# 河合秀和 (漫画家)
河合 秀和 （かわい ひでかず、1947年 - ）は、日本の漫画家。

## 作品リスト
- 遠い星からきた彼女
- 白鳥はかえらない（週刊少女コミック 1971年）
- ドけち繁盛記（週刊少女コミック 1971年）
- はたちの伝説（週刊少女コミック 1971年）
- ボインで美人？（週刊少女コミック 1971年）
- てんとう虫の歌（原作：川崎のぼる、小学二年生 1975年 - 1976年9月号）
- ろぼっ子ビートン（原作：大隅正秋、飛行船企画、小学二年生 1976年10月号 - 1977年9月号）
- 刑事犬カール（原作：佐々木守、小学二年生 1977年11月号 - 1978年8月号）
- バレエものがたり
- おんなの子おとこの子なやみ相談室：まんが版
- なやみのち晴れ：心とからだの相談室 まんが版
- 犯人を捜せ!：ゲームブック1
- 探偵ロックの推理：ゲームブック3
- 誘拐犯人を追え!：ゲームブック5
- ガリレオ : 新しい科学の時代の扉を開いた科学者（学習まんが人物館）

| スタブアイコン | サブスタブ | この項目は、まだ閲覧者の調べものの参照としては役立たない、漫画家・漫画原作者に関連した書きかけの項目です。この項目を加筆・訂正などしてくださる協力者を求めています（P:漫画/PJ:漫画家）。 |